# Brahmagupta
Brahmagupta (in sanscrito ब्रह्मगुप्त; 598 – 668) è stato un matematico e astronomo indiano.

## Biografia
Gestì l'osservatorio astronomico di Ujjain, e durante la sua permanenza scrisse due opere di matematica ed astronomia: il Brahmasphuta Siddhānta nel 628, ed il Khandakhadyaka nel 665.
Il Brahmasphuta Siddhānta costituisce la fonte più antica conosciuta, eccettuato il sistema di numerazione maya, a trattare lo zero come un numero a tutti gli effetti. Va ben oltre, comunque, enunciando le regole dell'aritmetica sui numeri negativi e sullo zero che sono piuttosto vicine al modo di ragionare moderno. La principale divergenza è costituita dal tentativo di Brahmagupta di definire la divisione per zero, che viene invece lasciata indefinita nella matematica moderna. Per esempio, egli afferma che 0/0 = 0, che sarebbe di ostacolo alla discussione delle discontinuità eliminabili nel calcolo differenziale e inoltre, 1/0 = Infinito.
Brahmagupta diede notevoli contributi all'algebra: nella sua opera si trovano soluzioni generali alle equazioni di secondo grado, comprendenti due radici anche nel caso che una di esse sia negativa. Diede parecchi contributi anche allo sviluppo dell'analisi indeterminata. Fu il primo a dare una soluzione generale all'equazione diofantea lineare ax + by = c, dove a, b, c sono numeri interi. Perché questa equazione abbia soluzioni intere occorre che il massimo comune divisore di a e b divida anche c; Brahmagupta sapeva che se a e b sono primi fra loro, tutte le soluzioni dell'equazione sono date da x = p + mb, y = q - ma, dove m è un numero intero arbitrario. Suggerì anche l'equazione diofantea di secondo grado x2 = 1 + py2, che prende il nome da John Pell (1611-1685), ma che viene usata per la prima volta nel problema archimedeo dei buoi.
L'equazione attribuita a Pell venne risolta per alcuni casi speciali da un altro matematico indiano di epoca posteriore, Bhāskara (1114-1185). Va a Brahmagupta il pieno merito di aver fornito tutte le soluzioni intere dell'equazione diofantea lineare, mentre Diofanto di Alessandria si era limitato a dare una soluzione particolare di un'equazione indeterminata.
I contributi di Brahmagupta sopraggiungono anche per quanto riguarda la geometria euclidea, è in particolare notevole la sua formula per il calcolo dell’area di un quadrilatero ciclico ripresa come generalizzazione della formula di Erone e per i triangoli. Sia un quadrilatero {\displaystyle A} ciclico e siano i suoi lati {\displaystyle a}, {\displaystyle b}, {\displaystyle c} e {\displaystyle d}; la formula di Brahmagupta per l’area é ( con {\displaystyle s} semiperimetro):
{\displaystyle A_{A}={\sqrt {(s-a)(s-b)(s-c)(s-d)}}}